# Kráľovičove Kračany
Kráľovičove Kračany és un poble i municipi d'Eslovàquia que es troba a la regió de Trnava, a l'oest del país.

## Història
La primera menció escrita de la vila es remunta al 1215.

## Demografia
| Godina             | 1994 | 2004   | 2014   | 2024   |
| ------------------ | ---- | ------ | ------ | ------ |
| Nombre de persones | 957  | 1036   | 1041   | 1129   |
| Diferència         |      | +8,25% | +0,48% | +8,45% |

| Godina             | 2023 | 2024   |
| ------------------ | ---- | ------ |
| Nombre de persones | 1127 | 1129   |
| Diferència         |      | +0,17% |